# Lyse Leduc
Pour les articles homonymes, voir Leduc.
Lyse Leduc (née le 17 septembre 1938 à Montréal) est une enseignante et une femme politique québécoise.  Elle a été députée de la circonscription de Mille-Îles à l'Assemblée nationale du Québec de 1994 à 2003.

## Biographie
Elle est la fille de Noël Leduc et d'Hélène Coutu, enseignants. Elle obtient un certificat en histoire de l'art et un certificat en andragogie de l'Université de Montréal.
De 1957 à 1982, elle enseigne à la Commission des écoles catholiques de Montréal.  De 1983 à 1994, elle est directrice générale du Conseil d'intervention pour l'accès des femmes au travail.
Lors de l'élection générale québécoise de 1994, elle est élue députée du Parti québécois dans la circonscription de Mille-Îles. Elle est adjointe parlementaire du ministre responsable de la région de Laval de 1996 à 1998. Elle est réélue députée lors de l'élection générale de 1998. Elle est adjointe parlementaire à la ministre d'État à la Santé et aux Services sociaux de 1999 à 2001 et à la ministre d'État à la Culture et aux Communications de 2001 à 2003. Elle est présidente du Réseau des femmes parlementaires des Amériques. Elle ne se représente pas comme députée lors de l'élection générale de 2003.
Aux dires de Gilles Vaillancourt, ex-maire de Laval, elle n'aurait pas eu droit à des enveloppes d'argent comptant sous prétexte qu'elle était "folle".
Elle est récipiendaire, en 2005, de la Médaille de l'Assemblée nationale.